# Ascoparia
Ascoparia är ett släkte av plattmaskar. Ascoparia ingår i familjen Ascopariidae.
Kladogram enligt Catalogue of Life och Dyntaxa:
| Ascoparia | \| \| Ascoparia neglecta \| \| \| \| \| \| Ascoparia secunda \| \| \| \| |
|           | \| \| Ascoparia neglecta \| \| \| \| \| \| Ascoparia secunda \| \| \| \| |
|           | Flagellophora                                                            |
|           |                                                                          |
|           | Ascoparia neglecta                                                       |
|           |                                                                          |
|           | Ascoparia secunda                                                        |
|           |                                                                          |

|  | Ascoparia neglecta |
|  |                    |
|  | Ascoparia secunda  |
|  |                    |